# Desiderio Vaquerizo Gil
Desiderio Vaquerizo Gil (Herrera del Duque, provincia de Badajoz, 1959) es un arqueólogo, profesor universitario y novelista español que reside en Córdoba. 

## Biografía
Doctor en Filosofía y Letras (Sección de Geografía e Historia) por la Universidad de Córdoba, completó su formación en Roma, donde residió en 1992 y luego en 1995, y actualmente ocupa la Cátedra de Arqueología, que ganó en 2002. 
Entre 1996 y 1998 fue director de los Seminarios Universitarios Fons Mellaria, que vivieron su etapa dorada. En 1999 se hizo cargo del secretariado de Estudios Propios de la UCO, que dirigió hasta 2002, creando durante este tiempo la Universidad de Verano Corduba, de la que fue director hasta esta última fecha. Desde junio de 2002 es Comisionado para la Gestión de la Calidad y Proyectos de Innovación, con nivel de vicerrector, al tiempo que preside la Comisión Asesora de Calidad y es miembros de otras muchas, entre las cuales, por ejemplo, la Comisión Asesora de Patrimonio de la Delegación Provincial de Cultura de la Junta de Andalucía, o la del Plan Estratégico de la Universidad de Córdoba.
Desde el punto de vista docente, ha coordinado varios Programas de Doctorado, y dirige actualmente un máster y Doctorado Interuniversitario en Arqueología y Patrimonio, en el que participan, además de la de Córdoba, las Universidades de Cádiz, Málaga, Huelva y Pablo de Olavide. Desde el año 2000 dirige el Grupo HUM-236, compuesto por cerca de cuarenta investigadores. Es investigador principal de un proyecto de la Digicyt y del convenio de colaboración en materia de arqueología que sostiene el Seminario de Arqueología que él mismo coordina con la Gerencia Municipal de Urbanismo del Ayuntamiento de Córdoba. Ha organizado y participado en congresos nacionales e internacionales, presentando numerosas ponencias; ha publicado en revistas nacionales e internacionales, y es autor de numerosas monografías, como único firmante y como coautor, coordinador o editor. 
Fue fundador de las revistas -que dirige desde entonces- de divulgación científica Anales de Arqueología Cordobesa, y Res Novae Cordubenses. Estudios de Calidad e Innovación de la Universidad e Córdoba.A todo ello se suman los artículos divulgativos y de conferencias impartidas, además de comisariar dos exposiciones. 
Finalmente, se le concedió el premio extraordinario de Licenciatura, y cuenta con el premio Cordobés del año, obtenido de forma conjunta en 1992, el Premio Juan Bernier de Arqueología, concedido de manera colectiva en 1996, y  concedido ya de manera individual en 1998. 

## Publicaciones
Novela
- El árbol del pan (Córdoba, Plurabelle, 2004). 254 páginas. ISBN 84-933871-2-6.
- Callejón del lobo (Córdoba, Berenice, 2006). 384 páginas, ISBN 84-935047-7-7.
- Alfileres de cristal (Córdoba, Berenice, 2013). 384 páginas, ISBN 978-84-15441-22-9.

Ensayo
- Guía arqueológica de Córdoba (director; Córdoba, Plurabelle, 2003). 312 páginas. ISBN 84-932945-4-3.

## Enlaces
- Entrevista a Desiderivo Vaquerizo (29-03-2009) (enlace roto disponible en Internet Archive; véase el historial, la primera versión y la última). diario ABC
- Universidad Laboral de Córdoba

El contenido de este artículo incorpora material de una Vaquerizo Gil entrada de Cordobapedia, publicada en español bajo la licencia GFDL hasta el 31 de julio de 2009 y Creative Commons Atribución Compartir-Igual a partir del 1 de agosto de 2009.
- Datos: Q5804183